# راكيل كالديرون
راكيل كالديرون (بالإسبانية: Raquel Calderón Argandoña)‏ هي عارضة ومحامية ومغنية وممثلة تشيلية، ولدت في 14 فبراير 1991 في سانتياغو في تشيلي.

## روابط خارجية
- راكيل كالديرون على موقع IMDb (الإنجليزية)
- راكيل كالديرون على موقع قاعدة بيانات الفيلم (الإنجليزية)